# Hidrovia Tocantins-Araguaia

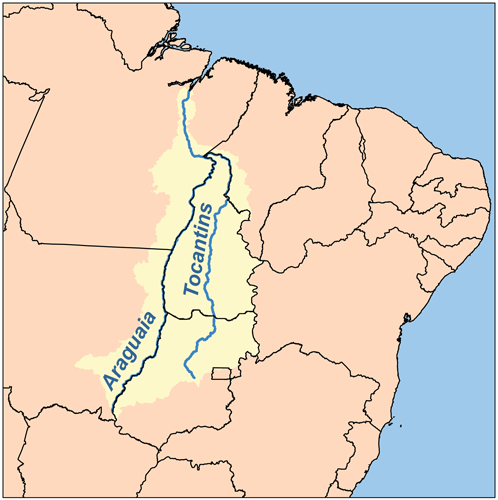
Localização da Bacia Araguaia – Tocantins.

A Hidrovia do Tocantins-Araguaia é a principal hidrovia e um dos principais troncos viários do corredor Centro-Norte brasileiro. Ela se sustenta principalmente pela navegação nos rios Tocantins e Araguaia, não sendo porém navegável em todos os seus afluentes devido a limitação da calha dos rios e a corredeiras em todo o seu percurso. É uma hidrovia que transporta cargas por uma região de planalto no sentido norte-sul.
Pertencente ao corredor Centro-Norte, a hidrovia do Tocantins-Araguaia se divide em quatro tramos. O primeiro, de Peixe a Marabá, com 1.021 km de extensão, o segundo, de Marabá à foz do Tocantins, com 494 km, o terceiro de Baliza a Conceição do Araguaia - se apresenta com um imenso potencial para o escoamento da produção de grãos do Mato Grosso, Goiás, Pará e Tocantins e o quarto trecho que é muito limitado - devido as grandes corredeiras do Araguaia, vai de Conceição do Araguaia à foz do Araguaia, no próprio rio Tocantins.

## História
O projeto da hidrovia data dos fins da década de 1960, tendo sido retomado a partir dos anos 80, com o objetivo de implementar a navegação comercial na bacia do Tocantins-Araguaia, em trechos já navegáveis durante boa parte do ano.
A hidrovia Tocantins-Araguaia faz parte de um projeto maior que pretende oferecer flexibilidade a navegação no interior do Brasil, ao promover a integração entre as bacias do Paraguai, Tocantins e Amazonas, por meio dos rios Araguaia, Tocantins, São Francisco, Paraná, Guaporé e Madeira.

## Traçado da Hidrovia
A hidrovia está sendo preparada para ser navegada nos seguintes trechos:
- no rio das Mortes (a fluente da margem esquerda do Araguaia), desde a cidade mato-grossense de Nova Xavantina até a confluência desse rio com o Araguaia, numa extensão de 580 km;
- no rio Araguaia, desde a cidade goiana de Aruanã até a cidade tocantinense de Xambioá, numa extensão de 1230 km;
- no rio Tocantins, desde a cidade tocantinense de Miracema do Tocantins até porto a ser construído no Município maranhense de Porto Franco, um pouco a montante da sede do município, numa extensão aproximada de 440 km.

A embarcação tipo para a qual a hidrovia vem sendo preparada é um comboio de empurra composto de quatro chatas e um empurrador. Esse comboio tem 108,00 m de comprimento, 16 m de boca (largura) e cala 1,5 m no máximo em águas mínimas.
A navegação no rio Tocantins poderá ser levada até a cidade tocantinense de Peixe, a montante do trecho acima citado, desde que a barragem da Usina Hidrelétrica Luiz Eduardo Magalhães, que está sendo construída em Lajeado, entre as cidades de Palmas e Miracema do Tocantins, seja dotada de eclusa de navegação.
No rio Tocantins, a jusante da Usina Hidroelétrica de Tucuruí, no estado do Pará, no trecho que se estende desde o sopé da citada hidroelétrica até a sua foz, numa extensão de 250 km, é navegado por classe de embarcação diferente, de maior porte.

## Eclusas de Tucuruí
A construção das Eclusas de Tucuruí surgiu da necessidade de vencer o desnível de cerca de 75 m, imposto pela construção da barragem da Usina hidrelétrica de Tucuruí e para permitir a navegação desde Belém até Marabá. Quando prontas, serão as maiores eclusas do mundo (em desnível). Naquele trecho do rio Tocantins a navegação, para grandes barcos, era impossibilitada pela existência de inúmeras corredeiras.
As obras do sistema de transposição de desniveis da UHE Tucuruí tiveram início em 1981 quando a execução foi iniciada pela Eclusa 1, obras essas consideradas obrigatórias para permitir o enchimento do reservatório da Usina Hidrelétrica de Tucuruí. Até 1984 as obras tiveram andamento normal e a partir deste ano o ritmo foi diminuindo até a total paralisação em 1989. Somente em 2010 o projeto foi concluído e foi possível retornar a navegação no Tocantins.